# Miner riberenc de Còrdoba
El miner riberenc de Còrdoba (Cinclodes comechingonus) és una espècie d'ocell de la família dels furnàrids (Furnariidae) que habita zones amb herba i arbustives de les muntanyes del nord de l'Argentina.